# Bitwa pod Szydłowem

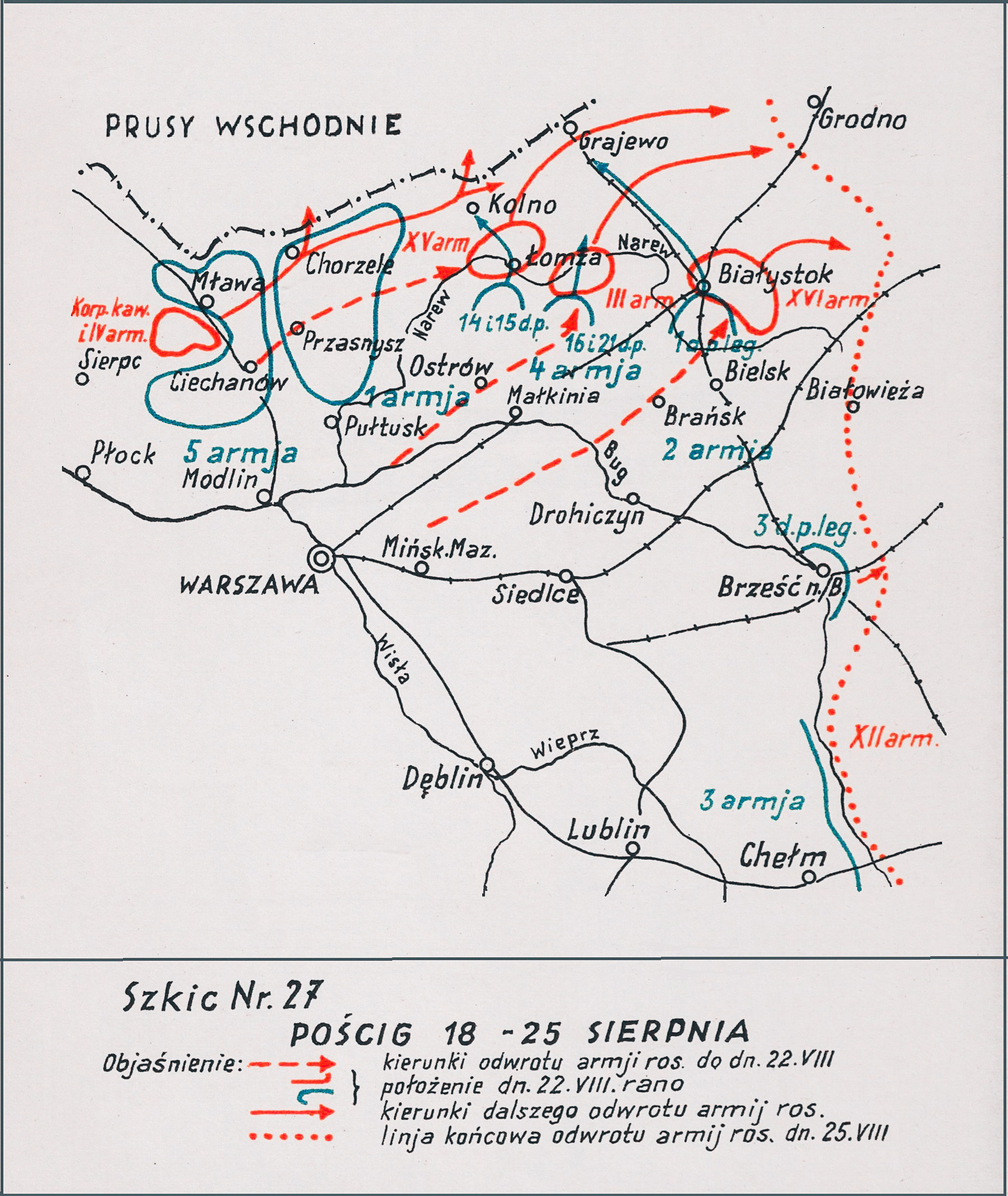
Adam Przybylski
Wojna Polska 1918–1921

Bitwa pod Szydłowem – walki oddziałów 18 Dywizji Piechoty z jednostkami 3 Korpusu Kawalerii Gaja Dimitriewicza Gaja w okresie wojny polsko-bolszewickiej.

## Przed bitwą
Położenie jednostek polskich
Po zwycięskich walkach pod Sarnową Górą grupa gen. Franciszka Krajowskiego kontynuowała pościg za uchodzącym w kierunku Grudusk – Mława przeciwnikiem.
21 sierpnia 144 pułk piechoty zajął Mławę, a 49 pułk piechoty obsadził tor kolejowy między Stupskiem a Mławą, frontem na zachód. III/49 pp rozmieścił swoje kompanie w Stupsku i Woli Szydłowskiej, a II batalion w Otoczni. W odwodzie dowódca 49 pp pozostawił I batalion zgrupowany w Szydłowie. Linię kolejową Mława – Ciechanów patrolowały dwa polskie pociągi pancerne, a wsparcie ogniowe pododdziałom piechoty zapewniała też 2 bateria 18 pułku artylerii polowej. Na przedpolu spodziewano się rozbitych i zdemoralizowanych oddziałami sowieckiej 4 Armii. Dzień 22 sierpnia gen. Krajowski zamierzał wykorzystać do należytego ugrupowania swych wojsk w celu odparcia 3 Korpusu Kawalerii. Kubańskich kozaków spodziewano się najwcześniej 23 sierpnia.
Położenie jednostek RKKA
W tym czasie w okolice Mławy dotarł wycofujący się znad dolnej Wisły 3 Korpus Kawalerii Gaja. Na swojej drodze napotkał pobite oddziały sowieckiej 53 Dywizji Strzelców, resztki rozbitych 18 i 54 Dywizji Strzelców oraz ogromny tabor 4 Armii. Gaja Gaj objął dowództwo nad zdemoralizowaną piechotą i uporządkował oddziały 53 Dywizji Strzelców. Jego celem było przebić się na wschód w rejonie Szydłowa i Wyszyny. Zdecydował zatem uderzyć czołowo na polskie pozycje siłami brygady piechoty, wspieranej na skrzydłach przez dwie brygady kawalerii. Po przełamaniu polskich pozycji planował wprowadzić w wyłom główne siły korpusu i poszerzyć go tak, aby można było wyprowadzić z okrążenia tabor 4 Armii i rzesze rozbitków.

## Walki 49 pułku piechoty
Rano 22 sierpnia 1920 oddziały Gaja uderzyły na stację kolejową Konopki, a brygada piechoty 53 Dywizji Strzeleckiej na Wyszyny i Wolę Szydłowską. Atak został zatrzymany ogniem dwóch kompanii 49 pułku piechoty, wspieranych przez pociąg pancerny. Za sowiecką piechotą szarżowała 3 Brygada 15 Dywizji Kawalerii. Doszła ona do polskich linii obronnych, ale poniosła duże straty i wycofała się na pozycje wyjściowe. Walkę z Sowietami podjęły również polskie pociągi pancerne, które ostrzelały stojący w Żuromince pułk straży tylnej 15 Dywizji Kawalerii. Gaj polecił wysunąć do przodu siedem ocalałych dział i ostrzelać pociągi. Po dwugodzinnej walce ogniowej polskie pociągi odjechały.
Jednak zdemoralizowana piechota sowiecka, mimo gróźb komisarzy, nie chciała atakować. Zdesperowany Gaj na czele około dwóch szwadronów ruszył do szarży i tym porwał piechurów. Dwie polskie kompanie broniące Woli Szydłowskiej zostały zniszczone. Próbujące kontratakować na kierunku Woli Szydłowskiej 1 i 2 kompania I/49 pp zostały zmiażdżone masą wojsk bolszewickich. Jeńcy zabijani byli bagnetami i łopatkami saperskimi piechurów. 3 kompania piechoty osłaniała zagrożoną 2 baterię 18 pułku artylerii polowej i tabory pułkowe wycofujące się do Mławy. Sama jednak, okrążona przez kawalerię, w większości została wybita. Kawaleria sowiecka rozbiła doszczętnie także III/49 pp, a jego dowódca kpt. Józef Rumszewicz poległ w walce. Zginęli też podporucznicy: Zygmunt Bobek, Stefan Bogdanowicz, Zygmunt Guzy, Mieczysław Konopka, podchorążowie: Marian Zadąbrowski i Kasprzykowski. Do niewoli dostało się 180 żołnierzy z por. Wadlewskim, lecz niebawem udało im się zbiec i powrócić do macierzystego pułku. Relacje nie są w tej sprawie jednoznaczne. Inne stwierdzają, iż zostali wymordowani przez bolszewików.
Meldunek sytuacyjny dowództwa 5 Armii z 22 sierpnia tak opisuje przebieg walki:

Część 3 korpusu jazdy nieprzyjacielskiej w składzie około 1200 szabel, 3 armat, kilkudziesięciu km i 700 wozów z piechotą, co prawdopodobnie stanowiło skład całej 53 dyw. piech. sow., zaatakowała odcinek naszego 49 pp tj. wieś Wyszyny, a stamtąd Szydłowo. Po bardzo ciężkich walkach z własną 18 dyw. piech. i grupą pancerną mjr. Nowickiego udało się nieprzyjacielowi tak przeważającymi siłami rozbić własne dwa baony 49 pp, po czym zaatakował nieprzyjaciel Mławę od wschodu, został jednak z bardzo 7 wielkimi stratami odparty.[…] Skonstatowano, że kozacy kubańscy wymordowali 150 naszych żołnierzy 49 pp wziętych w dzisiejszych walkach do niewoli, znęcając się nad nimi w nieludzki sposób.

W tym czasie zastępujący dowódcę dywizji płk Rachmistruk miał do dyspozycji trzy pułki piechoty oraz 16 czołgów pozostających na dworcu kolejowym na platformach. Dopiero kiedy o świcie 22 sierpnia zaczęły spływać meldunki o nadciągających wojskach Gaja, wydane zostały rozkazy do zdjęcia czołgów z wagonów kolejowych. Na pole bitwy pod Szydłów dotarły one dopiero około 15.00, gdy cała kolumna Gaja już przeszła. Zręcznie manewrujące wojska Gaja wykonały pozorowany atak na Mławę i zmyliwszy pozostające w niej siły 18 Dywizji Piechoty przesunęły pospiesznie swoje główne siły w kierunku na Chorzele. 18 Dywizja Piechoty, zdezorientowana wskutek chwilowej nieobecności etatowego dowódcy gen. Krajowskiego, nie podjęła natychmiastowego pościgu.

## Epilog
Bitwa pod Szydłowem zakończyła się klęską 49 pułku piechoty. Większość żołnierzy I i III batalionów poległa lub została wymordowana bezpośrednio po zakończeniu walki. 3 Korpus Kawalerii Gaja pomaszerował na Szumsk – Chorzele. W ślad za nim przemieszczały się tabory 4 Armii i zdemoralizowane, przemieszane ze sobą, oddziały sowieckiej piechoty. Kilka dni po bitwie 49 pułk piechoty został uzupełniony żołnierzami z rozwiązanego 4 pułku pomorskiego i własnej marszówki oraz 16 oficerami ze Śląska Cieszyńskiego. Wróciło też kilku oficerów pułku rannych na Wołyniu. 27 sierpnia pułk liczył 40 oficerów i około 1000 szeregowych.
Za zbrodnie Korpusu Gaja, jako ostrzeżenie dla dowództw bolszewickich, gen. Krajowski nakazał rozstrzelać 85 kozaków. Rozstrzelania dokonali żołnierze 49 pułku piechoty, do którego należeli pomordowani polscy żołnierze.